# Lorenzo Natali

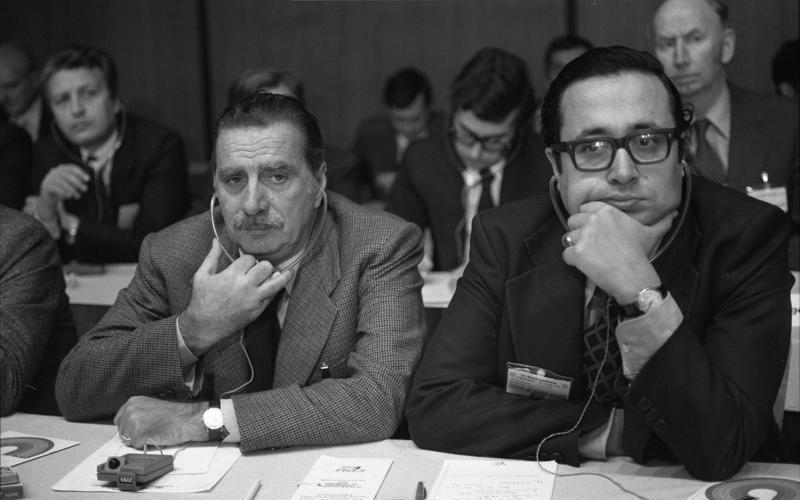
Lorenzo Natali (links), 1978

Lorenzo Natali Pierucci Bondicchi (* 2. Oktober 1922 in Florenz; † 29. August 1989 in Rom) war ein italienischer Politiker.
Natali gehörte von 1948 bis 1979 der italienischen Abgeordnetenkammer für die Democrazia Cristiana an. Von 1966 bis 1968 war er Handelsmarineminister, zwischen Juni 1968 und März 1970 amtierte er zweimal als Minister für öffentliche Arbeiten; anschließend war er bis Juli 1973 Landwirtschaftsminister.
Er war zwölf Jahre lang Europäischer Kommissar. Von 1977 bis 1981 war er in der Kommission Jenkins zuständig für Erweiterung, Umweltpolitik und nukleare Sicherheit. Von 1981 bis 1985 war er in der Kommission Thorn erneut für Erweiterung sowie für Mittelmeerpolitik und Information zuständig. Neben Erweiterung war er von 1985 bis 1989  in der Kommission Delors I Kommissar für Entwicklungszusammenarbeit.
Von 1977 bis 1981 und von 1985 bis 1989 war er zudem Vizepräsident der Kommission.
Im Jahr 1992 wurde ihm zu Ehren der Lorenzo-Natali-Medienpreis der Europäischen Kommission ins Leben gerufen, der für herausragende Berichterstattung zu Fragen der nachhaltigen Entwicklung verliehen wird.